# Нарґіз Фахрі
Нарґіз Фахрі (англ. Nargis Fakhri; нар. 20 жовтня 1979, Нью-Йорк, США) — американська модель та акторка. Брала участь в шоу «Топ-модель по-американськи», у 2011 році дебютувала як акторка у боллівудській стрічці Rockstar.

## Життєпис
Народилась у нью-йоркському районі Квінз. Її мати чеського походження, а батько — пакистанського. Батьки розлучилися, коли їй було 6 років.

## Кар'єра
Фахрі дебютувала в боллівудському фільмі 2011 року Rockstar.
У 2013 році вона з'явилася в ролі британського воєнного кореспондента у політичному трилері Madras Cafe.
У 2015 році з'явилася в американському комедійному фільмі з елементами бойовика — «Шпигунка».

## Фільмографія
| Рік  |   | Українська назва   | Оригінальна назва             | Роль                                  |
| ---- | - | ------------------ | ----------------------------- | ------------------------------------- |
| 2011 | ф | Рок-зірка          | Rockstar                      | Гір Каул                              |
| 2013 | ф | Кафе «Мадрас»      | Madras Cafe                   | Джая Сахні                            |
| 2013 | ф | Герой з плаката    | Phata Poster Nikhla Hero      | поява у пісні «Dhating Naach»         |
| 2014 | ф | Я твій герой       | Main Tera Hero                | Айша Шингал                           |
| 2014 | ф | Удар               | Kick                          | Енджел, поява у пісні «Yaar Na Miley» |
| 2015 | ф | Шпигунка           | Spy                           | Ліа                                   |
| 2016 | ф | Відважний вчинок   | Saagasam                      | поява у пісні «Desi Girl»             |
| 2016 | ф | Аджар              | Azhar                         | Сангіта Біджлані                      |
| 2016 | ф | Повний будинок 3   | Housefull 3                   | Сарасваті «Сара» Патель               |
| 2016 | ф | Постріл            | Dishoom                       | Самайра Далал                         |
| 2016 | ф | Банджо             | Banjo                         | Крістіна «Кріс»                       |
| 2018 | ф | П’ять весіль       | 5 Weddings                    | Шанія Дхалівал                        |
| 2019 | ф | Місячне затемнення | Amavas                        | Ахаана                                |
| 2020 | ф | Нонконформіст      | Torbaaz                       | Айша                                  |
| 2023 | ф | Шив Шастрі Бальбоа | Shiv Shastri Balboa           | Сія                                   |
| 2025 | ф |                    | Hari Hara Veera Mallu: Part 1 | Рошанара                              |